# FKイェディンストヴォ・ウブ
フドバルスキ・クルブ・イェディンストヴォ・ウブ（セルビア語: Фудбалски клуб Јединство Уб, セルビア・クロアチア語: Fudbalski klub Jedinstvo Ub）は、セルビアのウブをホームタウンとするサッカークラブである。

## 歴史
1920年に創設された。
2023-24シーズンにセルビア・プルヴァ・リーガで2位となりセルビア・スーペルリーガへ初昇格した。

## 歴代所属選手
- ネナド・コヴァチェヴィッチ 1997-1998
- スラヴォリュブ・ジョルジェヴィッチ 2001-2002
- ドゥシャン・バスタ 2003-2004
- ボシュコ・ヤンコヴィッチ 2003-2004
- アレクサンダル・ルコヴィッチ 2003-2004
- ジョルジェ・トゥトリッチ 2004-2005
- ゴラン・ゴギッチ 2004-2006
- ネマニャ・マティッチ 2005-2007
- ラドサヴ・ペトロヴィッチ 2006-2007
- ヴィクトル・ジヴォイノヴィッチ 2018-2019, 2022
- イヴァン・ラドヴァノヴィッチ 2023